# 华阴郡
华阴郡，中国唐朝时设置的郡。
天宝元年（742年）改华州置，治所在郑县（今陕西省华县）。辖境约当今陕西省华县、华阴、潼关等县市及渭北的下邽镇附近地区。乾元元年（758年）复改华州。
唐代华阴郡太守
- 郑倩之（天宝初年）
- 源复（天宝年间）
- 赵冬曦（748年—749年）
- 韦恒（天宝年间）
- 赵良弼（天宝年间）
- 卢正己（754年）
- 李懿（755年）